# یل‌چشمه سفلی
یل‌چشمه سفلی، روستایی از توابع بخش مرکزی شهرستان کلاله در استان گلستان ایران است.

## جمعیت
این روستا در دهستان زاوکوه قرار دارد و براساس سرشماری مرکز آمار ایران در سال ۱۳۸۵، جمعیت آن ۱٬۲۰۵ نفر (۲۲۷خانوار) بوده‌است.